# NOTTV
NOTTV（ノッティーヴィー）は、2012年（平成24年）4月1日から2016年（平成28年）6月30日までジャパン・モバイルキャスティング（Jモバ）が運営していた携帯電話端末向けマルチメディア放送である。移動受信用地上基幹放送に分類される。

## 概要
デジタル放送規格「ISDB-Tmm」方式により、2012年4月1日から2016年6月30日まで放送されていたスマートフォン向け放送である。2012年3月末に停波した地上アナログテレビ放送のVHF-high帯を利用する。
NTTドコモ（以下、「ドコモ」と略）グループのmmbiが移動受信用地上基幹放送の認定基幹放送事業者、その子会社ジャパン・モバイルキャスティング（以下、「Jモバ」と略）が同基幹放送局提供事業者として実施したものである。コールサインはJモバにJOMZ（東京）が指定された。視聴するには対応端末か外部チューナーを入手しドコモとの契約を要した。
NOTTVはmmbiの登録商標（商標登録第5451381号、第5495922号、第5513632号、第5557665号。現在はいずれも存続期間満了）で、NOTTVステートメントには「これまでのTVとも違う。ビデオ・オン・デマンドとも違う」とあり、「not tv」という意味が込められている。
2014年（平成26年）6月までは有料3チャンネル（NOTTV1、NOTTV2、NOTTV NEWS）で、7月からは有料2チャンネル（NOTTV1、NOTTV2）と無料2チャンネル（NOTTV3、NOTTV4）の4チャンネルになった。
2015年（平成27年）4月にNOTTV3、NOTTV4を終了し、Jモバによるmmbi以外の有料テレビジョン放送6チャンネル（フジテレビONE、フジテレビTWO、時代劇専門チャンネル、AXN 海外ドラマ、アニマックス、スカサカ! 24時間サッカー専門チャンネル）が視聴できるNOTTVパックを提供開始、全チャンネルが有料化した。テレビジョン放送のコールサインはJモバにJOMZ-DTVが指定された。NOTTV1、NOTTV2についても番組を改編し、NOTTV1にバラエティーやスポーツ中継などを集約、NOTTV2は報道専門のホウドウキョク24（フジテレビジョン製作・提供）として再スタートした。
その後も赤字が続き、2016年6月30日正午をもって放送を終了し、停波して、マルチメディア放送として初の廃止となった。同時にNOTTVパックにあったテレビジョン放送も終了したため、地上波デジタルテレビジョン放送初の廃止ともなった。翌7月1日に残務処理促進のためドコモがmmbiとJモバを吸収合併し、20日にはNOTTVカスタマーセンターの受付けを終了、31日には新規受付け停止時からのキャンペーンを終了して、契約者向けサービスは完了した。

### 廃局に至る経緯
放送開始時にはまだ放送波による放送のメリットがあるかに思われたが、ネット回線が発達しネット動画配信サービスが躍進する時代の中で苦戦。独自機能を詰め込めていたガラケー時代ならともかく、スマホとなると対応機種も限られたうえに、NOTTV対応機種を売っていた国内メーカーも次々スマホ事業から撤退していった 。これは、同じくドコモの動画配信サービスdTVの好調と明暗を分ける形となった。
mmbiは当初、「単年度黒字化については開始から3〜4年後の達成を見込んでいる」としていたが、サービス開始以来、2012年度に約215億円、2013年度に約168億円、2014年度に約503億円の損失を計上して累積赤字は約996億円に達し、2015年11月27日に会員数の伸び悩みを理由に2016年6月30日に終了することを発表、12月17日に新規受付けを全て終了した。
2016年6月30日正午のサービス終了前には、11時50分から振り返り番組「NOTTVのキセキ」を放送。体裁としては「閉局特別番組」で、実際の内容は地上アナログ放送終了時に各局で放送された「アナログ停波特別クロージング」に近い。内容は以下の通りである。
番組開始とともに、以下のメッセージテロップとアナウンスが放送された。
このテロップの後にNOTTVカスタマーセンターの問い合わせ先とウェブサイトの案内が表示された。
その後は、開局当時の映像や自社制作番組の映像を放送した。
最後にはNOTTVロゴの下に「これをもちましてNOTTVの放送をすべて終了させていただきます」のテロップと共に「これをもちまして、NOTTVの放送をすべて終了させていただきます。4年3か月、ご愛顧いただき、本当にありがとうございました」のアナウンスで終了し、テロップがフェードアウトした後、停波した。Jモバに指定されていたコールサインは表示されなかった。NOTTVパックのテレビジョン放送は各社の通常放送のままいきなり停波した。
停波後は30日中は再起動すればサービス終了の告知がなされたが、翌7月1日以降はデジタル放送のため端末には「放送休止中」と表示されるのみである。

## 放送品質
ISDB-Tmm方式は、コーデックにMPEG-4 AVC/H.264を採用し、リアルタイム放送では720×480ドット・30フレーム/秒など、蓄積型放送（サービス名は「シフトタイム視聴」）では1280×720のハイビジョン画質の番組もある。ワンセグ（320×240ドット・15フレーム/秒）の「約10倍の高品質」を謳っているが、実際にはビット割当量が同じと仮定した場合、ビットレート等に影響される。

## チャンネル
コンテンツについては自社制作のほか、スカパー!で放送されている番組の提供を受けるものも多かった。
これらのチャンネルでは、CMとフジテレビONE・GOLF NETWORK制作の番組を除き、画面右上にチャンネルロゴ表示としてNOTTVのロゴマークを常時表示。なお、フジテレビONE・GOLF NETWORK制作の番組は、それぞれの局のウォーターマークをそのまま表示。NOTTV NEWSではCM時もウォーターマークを常時表示していた。

### 終了時のチャンネル

#### NOTTV1
毎日5時起点24時間放送。スポーツとエンタテイメント中心のチャンネル。ニッポン放送の協力による『AKB48のオールナイトニッポン』・『三代目 J Soul Brothers 山下健二郎のオールナイトニッポン』・『ウーマンラッシュアワー村本大輔のオールナイトニッポン』と『オールナイトニッポン0(ZERO)』（月曜〜金曜）のほか、17:00〜18:00にはAKB48が出演する公開生放送『AKB48のあんた、誰?』を編成。また、毎日5:00〜5:30にはウェザーニューズの『SOLiVE24』、平日11:30〜12:00には日テレNEWS24の『NNNストレイトニュース』、土日5:30〜7:00にはTBSニュースバードの『さきどりニュース&スポーツ』をサイマル放送。

#### NOTTV2
フジテレビジョンが提供するニュース・報道専門コンテンツ「ホウドウキョク24」を放送。このためNOTTVパック開始の際に「NOTTV2 by ホウドウキョク24」と改称。

#### NOTTVパック
mmbiの放送事業ではないが、便宜上この項で説明する。
2015年4月より開始した、Jモバによるmmbi以外の認定基幹放送事業者のテレビジョン放送で衛星放送やケーブルテレビでも放送されている5社6チャンネルとNOTTVとを包括した料金サービス。
- フジテレビONE（放送事業者：フジテレビジョン）
- フジテレビTWO（同上）
- 時代劇専門チャンネル（放送事業者：日本映画放送（旧称・日本映画衛星放送））
- AXN（放送事業者：AXNジャパン）
- スカサカ!24時間サッカー専門チャンネル（放送事業者：スカパー・エンターテイメント）
- アニマックス（放送事業者：アニマックスブロードキャスト・ジャパン）

NOTTVパック対応端末では「NOTTV」アプリで、それ以外のNOTTV対応端末ではNOTTVパック対応アプリ「NOTTV+」アプリで受信可能。フジテレビジョン以外は各社毎に単独契約することもできた。

### 中途終了のチャンネル

#### NOTTV NEWS
2012年4月〜2014年6月
24時間放送のニュース専門チャンネル。プロ野球シーズン中はTBSニュースバード、プロ野球シーズンオフは日テレNEWS24のサイマル放送。TBSニュースバードの放送期間中は同局で放送するプロ野球中継がそのまま放送された。
- TBSニュースバードは4:30起点。2012年4月〜2012年10月、2013年4月〜2013年10月13日、2014年4月〜2014年6月
- 日テレNEWS24は毎日4:00起点。2012年11月〜2013年3月、2013年10月14日〜2014年3月

#### NOTTV3
2014年7月〜2015年3月
オリジナル番組中心のチャンネルで、当初は夕方から深夜にかけて3本のレギュラー番組を、それ以外の時間帯はNOTTVのPR番組を放送。

#### NOTTV4
2014年7月〜2015年3月
ニュースと気象情報を放送するチャンネルで、事実上NOTTV NEWSの無料化。当初、ニュースは日テレNEWS24のサイマル放送（一部番組は本放送のサイマル放送とは別途に非サイマルでの再放送）、気象情報はSOLiVE24（ウェザーニューズ）のサイマル放送とし、TBSニュースバードは終了と発表していた。しかし、TBSニュースバードも継続するとし、午後の3時間程度サイマル放送した。平日・土曜・日曜で3番組の放送時間帯は異なっていた。

## 料金
この項の料金は消費税別
当初は基本料金が月額400円で一部にペイ・パー・ビュー方式のプレミアム番組（有料番組）があった。ただし、ドコモグループのオークローンマーケティングの提供番組など通販番組の一部で月額料金分割り引くサービスがあり、月1回利用すれば実質的に基本料金は無料だった。
2014年11月よりNOTTV視聴権付ICカードを対応受信機に装着して非対応機種で視聴できるICカードプランを開始した。視聴開始日から起算して180日間2000円。
2015年4月より終了時までは、下表にmmbi以外の放送事業者の単独料金もあわせて示す。ICカードプランは廃止。
| チャンネル                            | 料金             | 料金        |
| チャンネル                            | 単独             | NOTTVパック |
| ------------------------------------- | ---------------- | ----------- |
| NOTTV1                                | 400円            | 635円       |
| NOTTV2                                | 400円            | 635円       |
| NOTTV3                                | 400円            | 635円       |
| スカサカ!24時間サッカー専門チャンネル | 500円            | 635円       |
| アニマックス                          | 300円            | 635円       |
| AXN                                   | 300円            | 635円       |
| 時代劇専門チャンネル                  | 250円            | 635円       |
| フジテレビONE                         | （単体視聴不可） | 635円       |
| フジテレビTWO                         | （単体視聴不可） | 635円       |

## 対応機種
対応機種による。
サービス開始当初はドコモのスマートフォンとタブレット各1機種のみ。以後、外部チューナーのTV BoXの発売まで、ドコモのスマートフォンかタブレットでしか視聴できなかった。
※は当初発売機種、○は録画対応機種
ドコモ
- ドコモ タブレット
  - MEDIAS TAB N-06D（NEC製）※
  - ELUGA Live P-08D（パナソニック製）
  - GALAXY Tab 7.7 Plus SC-01E（サムスン電子製）
  - ARROWS Tab F-05E（富士通製）
  - Xperia Tablet Z SO-03E（ソニーモバイル製）
  - AQUOS PAD SH-08E（シャープ製）○
  - ARROWS Tab F-02F（富士通製）○
  - AQUOS PAD SH-06F（シャープ製）○
  - Xperia Z2 Tablet SO-05F（ソニーモバイル製）○
  - ARROWS Tab F-03G（富士通製）○
  - Galaxy S6 edge  SC-04G（サムスン電子製）○
- docomo NEXT series
  - AQUOS PHONE SH-06D/SH-06D NERV（シャープ製）※
  - REGZA Phone T-02D（富士通製）
  - Optimus Vu L-06D/L-06D JOJO（LGエレクトロニクス製）
  - AQUOS PHONE sv SH-10D（シャープ製）
  - Optimus G L-01E（LGエレクトロニクス製）
  - AQUOS PHONE ZETA SH-02E（シャープ製）
  - ELUGA X P-02E（パナソニック製）
  - ARROWS X F-02E（富士通製）
  - Optimus G Pro L-04E（LGエレクトロニクス製）
  - Ascend D2 HW-03E（ファーウェイ製）
- docomo with series
  - MEDIAS X N-07D（NECカシオ製）
  - Ascend HW-01E（ファーウェイ製）
  - ARROWS Kiss F-03E（富士通製）
  - ARROWS V F-04E（富士通製）
  - MEDIAS U N-02E/N-02E ONE PIECE（NECカシオ製）
  - Disney Mobile on docomo N-03E（NECカシオ製）
  - Optimus LIFE L-02E（LGエレクトロニクス製）
  - MEDIAS X N-04E（NECカシオ製）
- ドコモ スマートフォン
  - Xperia A SO-04E（ソニーモバイル製）○
  - Galaxy S4 SC-04E（サムスン電子製）○
  - AQUOS PHONE ZETA SH-06E（シャープ製）○
  - ARROWS NX F-06E（富士通製）○
  - Optimus it L-05E（LGエレクトロニクス製）○
  - MEDIAS X N-06E（NECカシオ製）○
  - ELUGA P P-03E（パナソニック製）○
  - AQUOS PHONE si SH-07E（シャープ製）○
  - Disney Mobile on docomo F-07E（富士通製）○
  - GALAXY Note 3 SC-01F（サムソン電子製）○
  - Xperia Z1 SO-01F（ソニーモバイル製）○
  - ARROWS NX F-01F（富士通製）○
  - GALAXY J SC-02F（サムソン電子製）○
  - AQUOS PHONE ZETA SH-01F/SH-01F DRAGON QUEST（シャープ製）○
  - GALAXY S5 SC-04F（サムソン電子製）○
  - Xperia Z2 SO-03F（ソニーモバイル製）○
  - Disney Mobile on docomo SH-05F（シャープ製）○
  - ARROWS NX F-05F（富士通製）○
  - Xperia Z3 SO-01G（ソニーモバイル製）○
  - GALAXY Note Egde SC-01G（サムソン電子製）○
  - AQUOS ZETA SH-01G（シャープ製）○
  - ARROWS NX F-02G（富士通製）○
  - Disney Mobile on docomo SH-02G（シャープ製）○
  - Galaxy S6 edge SC-04G（サムソン電子製）○
  - ARROWS NX F-04G（富士通製）○
  - AQUOS ZETA SH-03G（シャープ製）○
  - Xperia Z4 SO-03G（ソニーモバイル製）○
  - Xperia Z5 SO-01H（ソニーモバイル製）○
  - AQUOS ZETA SH-01H（シャープ製）○
  - Xperia Z5 Premium SO-03H（ソニーモバイル製）○
  - ARROWS NX F-02H（富士通製）○ - NOTTV終了発表の直後に発売された事実上の最後の対応機種。

外部チューナー
ドコモ以外のauやソフトバンクの端末については、外部チューナーを使用するしかなかった。TV BoXはWi-Fiで接続できたが、StationTVはiPhoneやiPadのLightningコネクタに接続するのみでAndroid端末には対応しなかった。
- TV BoX（ファーウェイ[35]製）○
- StationTV（ピクセラ[36]製）

ISDB-Tmm方式を支持したソフトバンクモバイル（現・ソフトバンク）の対応端末が取り沙汰されたり、リアルタイム放送用簡易受信機やセットトップボックスの開発・試作が報じられたが、いずれも発売に至らなかった。

## 番組
- notty★LIVE 7時間!（2012年4月 - 7月） → notty★live（2012年8月 - 2013年3月、放送時間を短縮）
- 青木隆治のエンタメまるっとLIVE（2013年4月-2014年3月）
- シニカレ[40]（開局記念ドラマ）
- 東京ガールズコレクションTV
- GIRIGIRIアウト! しばらくお待ちください プレミアム - 『GIRIGIRIアウト! しばらくお待ちください』のプレミアム番組版。2012年9月までの番組名は『GIRIGIRIアウト! しばらくお待ちください R-18』で、NOTTV唯一のR-18指定番組だった。
- 磁石・大堀恵のヘヤヌード（2012年11月 - 2013年3月、毎月第4土曜日）
- ファミ通TV
- お昼の100万円クイズLIVE - 無料放送
- 壇蜜のxx（チョメチョメ）（2013年4月 - 6月） - 放送終了後にV☆パラダイスでも放送
- #エンダン - 2012年4月から2013年3月までの番組名は『ソーシャル@トーク #エンダン』、2013年10月から2014年3月は『#エンダンW』。

### オリジナル番組
太字はシフトタイム番組としても配信。
- スマホのトリセツ
- NOTTV INFO Weekly
- AKB48のあんた、誰?
- HKT48の「ほかみな」〜そのほかのみなさん〜
- もう!バカリズムさんのドH!
- LOVE&ROCK
- 音CLIP♪シンチャク
- 音CLIP♪トクシュウ
- 音CLIP♪ウレスジ - かつては『notty★LIVE 7時間!』に内包されていた。2012年8月から独立枠になった。
- 映画予告編ぴあ〜全部のせっ
- 美男子界
- 声優生電話
- アニ充
- 六本木Deeper
- サバゲーアディクト
- 一話一回
- NOTTV笑STAGE
  - ワタナベエンターテインメント LIVE BATTLE!（ワタナベエンターテインメント）
  - 人力舎ライブ「Spark」（プロダクション人力舎）
  - はまぐちお笑いサークル（松竹芸能）
  - よしもと GetKingLive（よしもとクリエイティブ・エージェンシー）
- 大阪発!ガッツリよしもと
- バナナマンのテイテン
- 大盛りでいただきます!!
- 恋バナ占い生電話
- ゲームアーカイバー
- GIRIGIRIアウト! しばらくお待ちください - 2012年10月5日からR-18指定番組になった。
- モトとるショッピング - オークローンマーケティングのテレビショッピング番組。
- 係長 青島俊作2 事件はまたまた取調室で起きている! - 2012年8月 - 9月に放送。映画『踊る大捜査線 THE FINAL 新たなる希望』のスピンオフドラマ。
- 新宿裏通り寄席
- ラヴコンシェル - オリジナルドラマ
- テレビをほめるYESTV
- 100万円モバイルシャーロック〜スマホで謎解き〜 - 無料放送
- ガリガリゲル - ytvとの共同制作
- EXFILE
- 通販ドラマ健康本舗 - オークローンマーケティングのテレビショッピングタイアップ番組。
- MUSIC にゅっと。 - 音楽情報番組
- Voice Bar キュイーン'S
- スマホにゃ♡アイドル スマホちゃん 2014年4月1日-

### アニメ
- ヱヴァのミカタ
- エウレカセブンAO（MBS製作）
- AKB0048（東名阪ネット6・5いっしょ3ちゃんねる・HTB編成関与及び製作委員会参加）
- TARI TARI
- 革命機ヴァルヴレイヴシリーズ（MBS製作）
  - 革命機ヴァルヴレイヴ1stシーズン
  - 革命機ヴァルヴレイヴ2ndシーズン
- K（MBS製作）
- 妖狐×僕SS（MBS製作）
- 銀河機攻隊 マジェスティックプリンス
- スペース☆ダンディシリーズ（BSフジ製作委員会参加）
  - スペース☆ダンディ1stシーズン
  - スペース☆ダンディ2ndシーズン
- 世界征服〜謀略のズヴィズダー〜
- 魔法少女まどか☆マギカ（MBS製作）
- 進撃の巨人
- ハイキュー!!シリーズ（MBS製作）
  - ハイキュー!!1stシーズン

### シフトタイム視聴
番組・コンテンツを保存し、任意の時に視聴できるサービス（蓄積型放送）。深夜・早朝の通信閑散時に放送し、受信しきれなかった不足データは「自動受信」機能により無線パケット通信で受信することができる。但し、通信にはパケット通信料が発生する。
- 血液型×星座 毎日占い
- 占いテレビ
- たまQ〜他人（ヒト）に教えたくなるクイズ（2012年7月[44]より2013年4月まで）
- 週刊おまとめニュース by TBSニュースバード（2012年7月[44]より）
- 映画予告編ぴあ〜全部のせっ（2012年7月[44]より）
- NOTTVのトリセツ（2012年7月[44]より）
- スマホのトリセツ おまとめ版（2012年7月[44]より）
- 毎日新聞TAP-i NOTTV版（2012年11月26日[45]より2014年3月まで）
- 週刊flier[フライヤー]（2013年10月5日[46]より2014年3月まで）
- NOTTVブックス（2014年2月13日より）
  - 週刊ダイヤモンド
  - 朝日NOTBOOK（2014年10月まで）
  - DIME
  - CanCam
  - AneCan
  - Oggi
  - Domani
  - 美的
  - ぴあムック（2014年5月より）
  - エイ出版社ムック（2015年7月より2016年2月まで）

### スカパー!再配信参加局
- TBSニュースバード（プロ野球シーズン中に放送、サイマル放送）
- 日テレNEWS24（プロ野球シーズンオフに放送、サイマル放送）
  - 上記2局については、上述のとおりプロ野球シーズンイン・オフを境に変更しており、変更時にはNOTTV NEWSが未明・早朝に数時間放送休止となっていた。
- BBCワールドニュース
- J SPORTS
- フジテレビONE
- GOLF NETWORK
- テレ朝チャンネル
- 日テレG+ - 読売ジャイアンツのホームゲーム実況中継のみを配信。
- スカイ・A sports+ - Jリーグ中継のみを配信。
- GAORA - 北海道日本ハムファイターズのホームゲーム実況中継のみを配信。
- Tigers-ai - 阪神タイガースのホームゲーム実況中継のみを配信。
- エンタメ〜テレ☆シネドラバラエティ
- 釣りビジョン
- パチンコ★パチスロTV!
- 女性チャンネル♪LaLa TV
- KBS WORLD
- Mnet
- ミュージック・エア

### その他
- AKB48のオールナイトニッポン、オールナイトニッポン0(ZERO)（ニッポン放送、スタジオ映像付でサイマル放送）
- SOLiVE24（ウェザーニューズ、インターネット配信・BS910ch・BSフジ（一部時間帯）とサイマル放送）
- FNNスピーク（フジテレビ、地上波の時差放送、『青木隆治のエンタメまるっとLIVE』（14:30頃 - 14:55頃）に内包）
- アイドル☆リーグ!（日本テレビ、日テレプラスから移行）
- ジャパンコンソーシアム（2012年ロンドンオリンピックおよび2014年ソチオリンピックの注目種目中継。一部は地上波未放送の競技、あるいは地上波とは異なる実況が行われる場合あり）
  - 倉敷保雄とゲストがオリンピックをしゃべり倒す - ロンドン五輪の競技評論番組。倉敷と各種目の専門解説者が五輪の見所や回顧を徹底的に分析する[独自研究?]。
- ワールドプロレスリングNOTTVスペシャル（テレビ朝日、毎月1回放送）
- This Week in WWE
- プロ野球中継
  - NOTTVプロ野球 - パ・リーグ球団主催試合はパ・リーグTV向けと同一内容。中日ドラゴンズ主催試合は球団制作でドラゴンズライブTV（USTREAM）、ひかりTVと同一内容。
  - 侍プロ野球 - NOTTV NEWSで放送。TBSニュースバードとのサイマルで横浜DeNAベイスターズの主催全試合を放送。
- サッカー中継
  - Jリーグ中継
    - スカパー!向け中継と同一内容のものを放送
    - マッチデーJリーグ

  - UEFAチャンピオンズリーグ
    - スカパー!向け中継と同一内容のものを放送

  - ブンデスリーガ
    - フジテレビワンツーネクストと同内容を放送
- プロバスケ! bjリーグtv（BSフジ、毎月1回放送）

## 契約数
mmbiは当初、契約数の目標を「初年度（2012年度末）100万、2015年度末に600万、将来的に1,000万を目指す」としていたが、実際に100万契約を突破したのは1年2ヶ月後の2013年6月1日で、その後は2014年度末の175万強で頭打ちし漸減に転じた。店頭での申込みは2015年11月28日、アプリよりの申込みは12月17日終了。
|                                                                                                  | 2012年度 | 2013年度  | 2014年度  | 2015年度  |
| ------------------------------------------------------------------------------------------------ | -------- | --------- | --------- | --------- |
| 4月末                                                                                            | 24,205   | 729,608   | -         | -         |
| 5月末                                                                                            | 48,034   | 998,925   | -         | -         |
| 6月末                                                                                            | 61,769   | 1,221,344 | 1,640,347 | 1,637,977 |
| 7月末                                                                                            | 103,884  | 1,351,945 | -         | -         |
| 8月末                                                                                            | 140,806  | 1,489,263 | -         | -         |
| 9月末                                                                                            | 180,115  | 1,476,716 | 1,627,645 | 1,544,142 |
| 10月末                                                                                           | 203,270  | 1,480,301 | -         | -         |
| 11月末                                                                                           | 258,368  | 1,493,575 | -         | -         |
| 12月末                                                                                           | 466,543  | 1,531,014 | 1,704,788 | -         |
| 1月末                                                                                            | 505,892  | 1,527,040 | -         | -         |
| 2月末                                                                                            | 555,558  | 1,524,058 | -         | -         |
| 3月末                                                                                            | 683,757  | 1,605,195 | 1,753,158 | -         |
| mmbiからのお知らせから抜粋。 モニターキャンペーン契約数は含まず。 終了発表後に契約数の掲載なし。 |          |           |           |           |

## 送信所

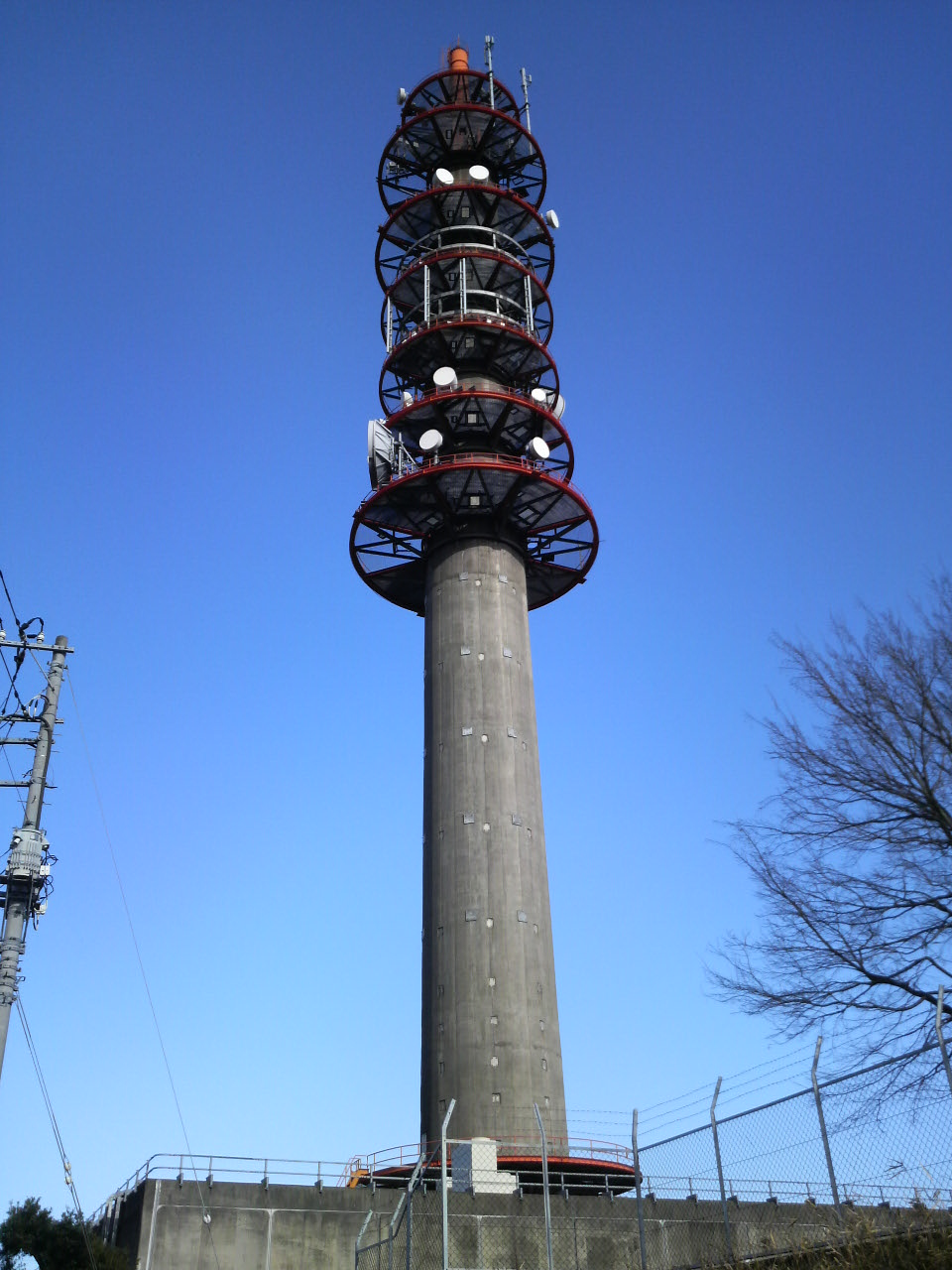
NTT仏向無線中継所
横浜局が所在

サービスエリアは当初、「関東・東海・関西・福岡・沖縄で世帯カバー率60%程度、3年目で約90%以上を目指す」としていた。STLは全て通信衛星によるものであった。
送信所は、地上基幹放送事業者の地上基幹放送局ばかりでなくドコモの携帯電話基地局に併設する事例も少なくなかった。一部を除き出力を従前のアナログテレビ放送より大きめに設定し、より少ない局数でカバーしていた。
送信所の詳しい情報はジャパン・モバイルキャスティングを参照

### 開局日
2012年（平成24年）
- 4月1日 - 東京（墨田）・横浜・佐原・名古屋・津・豊橋・京都・大阪・三木・北九州・福岡・沖縄
- 4月23日 - 広島
- 7月1日 - 岡山・尾道
- 9月13日 - 静岡
- 10月22日 - 熊本
- 11月15日 - 小田原・和歌山・姫路
- 12月14日 - 札幌・旭川・仙台・浜松・福山
- 12月21日 - 金沢

2013年（平成25年）
- 1月30日 - 富山
- 1月31日 - 甲府
- 2月22日 - 松山
- 2月25日 - 長野・水戸・宇都宮・前橋・神戸・相模原
- 2月27日 - 福島
- 2月28日 - 盛岡
- 3月15日 - 高知
- 3月21日 - 長崎
- 3月25日 - 鹿児島
- 8月23日 - 日立・宮崎
- 9月20日 - 徳島
- 9月27日 - 新潟
- 9月30日 - 福井
- 10月15日 - 青森
- 10月18日 - 行橋
- 10月25日 - 秋田
- 11月15日 - 高松
- 11月22日 - 帯広・大分
- 12月13日 - 藤沢
- 12月17日 - 成田・成田赤坂
- 12月20日 - 八戸
- 12月24日 - 山形

2014年（平成26年）
- 1月23日 - 島根・鳥取
- 2月28日 - 岐阜
- 3月13日 - 山口
- 3月25日 - 島田・神戸北
- 3月31日 - 岡崎
- 11月1日 - 鳥栖

2015年（平成27年）
- 3月6日 - 横須賀
- 3月16日 - 多治見
- 3月20日 - 那須塩原・大阪南
- 3月27日 - 室蘭・倉敷
- 4月10日 - かすみがうら
- 6月26日 - いわき
- 8月28日 - 佐世保・小田原秦野・鹿児島南
- 8月31日 - 釧路

## NOTTY
マスコットキャラクター、「NOTTV」のロゴマークの「O」をキャラクター化したもの。ロゴに込めた想いには「口（くち）は、スマートフォンのモニターを表現」したもので、キャラクタープロフィールには「よくわからないがモンスター」とある。